# Cymbiola chrysostoma
Cymbiola chrysostoma is een slakkensoort uit de familie van de Volutidae. De wetenschappelijke naam van de soort is voor het eerst geldig gepubliceerd in 1824 door Swainson.